# Звезда (стадион, Пермь)
«Звезда́» — стадион в городе Перми, Россия. Домашний стадион футбольных клубов «Амкар-Пермь», «Звезда» и «Звезда-2005».  Вместимость — 14999 зрителей.
Стадион был открыт 5 июня 1969 года. До 1992 года стадион назывался «имени Ленинского комсомола», но затем получил нынешнее название. В 1985 году была проведена первая реконструкция стадиона.
3 августа 2009 года был получен официальный сертификат УЕФА «Quality Concept Football Turf — 2 звезды», что позволяет стадиону проводить международные матчи до четвертьфинала Лиги Европы или до матчей 1/8 финала Лиги чемпионов включительно.

## Основные характеристики
- Вместимость стадиона — 14 999 зрителей.
- Четыре трибуны — Северная, Восточная, Южная и Западная.
- Пластиковые сидения.
- Ложа для прессы на 40 человек (западная трибуна).
- Искусственный газон
- Электронное табло 20×8 метров.
- Предусмотрено 4 режима электроосвещения главной арены стадиона, которое осуществляется с четырех специальных мачт 142 светильниками, мощностью от 1,5 до 2,15 кВт.

## Поле
Ранее футбольное поле главной арены имело натуральное покрытие, в 1999 году было оборудовано подогревом. В 2005 году уложено искусственное покрытие, которое менялось в 2009 и 2013 годах.
Имеется также запасное поле стадиона «Звезда».

## Трибуны

### Западная
Самая большая по вместимости трибуна на стадионе. На западной трибуне расположены секторы № 1-8. Над трибуной есть крыша, покрывающая верхние ряды секторов.
В 2010 году на западной трибуне был организован «Семейный сектор» (1-й сектор) со специальной билетной программой. В этом секторе запрещено курение и нецензурная речь.
4-й и 5-й секторы считаются VIP-секторами.

### Северная
На северной трибуне расположены секторы № 9-13.
10-й и 11-й секторы являются гостевыми.

### Восточная
На восточной трибуне расположены секторы № 14-18.
14-й сектор восточной трибуны назван в честь Захари Сиракова, который выступал за «Амкар» на протяжении 12 лет, провёл 300 матчей, забил 6 голов и закончил свою карьеру после сезона 2014/15. В 2011 году ради продолжения карьеры он согласился на понижение зарплаты в клубе. Это отчасти помогло клубу сохранить существование.
После расформирования команды «Амкар» в 2018 году сформированная креслами надпись «Амкар Пермь» на восточной трибуне была преобразована в «Звезда Пермь» в честь возрождённого ФК «Звезда». В 2021 году после возвращения на профессиональный уровень «Амкара» в левой части трибуны вместо слова «Звезда» снова появилась надпись «Амкар».

### Южная
На южной трибуне расположены секторы № 19-23.
19-й сектор является фанатским сектором «Амкара», организация «Пермь великая». Над 22-м сектором расположено табло.